# Serie B Profesional de Chile 1936
A Serie B Profesional de Chile de 1936 foi a 2ª edição do campeonato do futebol do Chile, segunda divisão. Em turno único os 5 clubes jogam todos contra todos.. Não havia ascenso para o Campeonato Chileno de Futebol de 1937, mas havia descenso para a Sección Amateur de la Asociación de Football de Santiago.

## Participantes
| Equipe                               | Cidade           | Região                | No ano anterior | Estádio                       | Capacidade | Títulos        | Participações |
| ------------------------------------ | ---------------- | --------------------- | --------------- | ----------------------------- | ---------- | -------------- | ------------- |
| Club de Deportes Green Cross         | Santiago         | Província de Santiago | Quarto Lugar    | Estádio Carabineros           | 12.000     | 0 (não possui) | 2             |
| Santiago National Football Club      | Santiago         | Província de Santiago | Campeão         | Estádio Santa Laura           | 22.375     | 1 (1935)       | 2             |
| Carlos Walker Martínez Football Club | Santiago         | Província de Santiago | Vice Campeão    | Estádio Santa Laura           | 22.375     | 0 (não possui) | 2             |
| Ferroviarios de Chile                | Estación Central | Província de Santiago | Sexto Lugar     | Estádio Población Los Nogales | 330        | 0 (não possui) | 2             |
| Club Universidad de Chile            | Santiago         | Província de Santiago | Terceiro Lugar  | Estádio Santa Laura           | 22.375     | 0 (não possui) | 2             |

## Campeão
| Campeão Chileno Serie B 1936                             |
| -------------------------------------------------------- |
| Club Universidad de Chile (Santiago) (1º título) Campeão |